# Mario Craveri
Pour les articles homonymes, voir Craveri.
Mario Craveri (né le 2 mai 1902 à Turin - mort le 28 février 1990 à Bergame est un directeur de la photographie, réalisateur et scénariste italien.

## Filmographie

### Directeur de la photographie
- 1933 : Camicia nera
- 1940 : L'uomo della legione
- 1941 : Don Buonaparte
- 1941 : La Couronne de fer (La corona di ferro) d'Alessandro Blasetti
- 1942 : La Farce tragique (La cena delle beffe) d'Alessandro Blasetti
- 1942 : Don Cesare di Bazan de Riccardo Freda
- 1942 : La maestrina
- 1943 : Quelli della montagna
- 1944 : Vers l'abîme (Lacrime di sangue)
- 1944 : Il fiore sotto gli occhi de Guido Brignone
- 1946 : Fatalità
- 1946 : Un jour dans la vie (Un giorno nella vita) d'Alessandro Blasetti
- 1947 : Il duomo di Milano
- 1947 : L'Honorable Angelina (L'onorevole Angelina), de Luigi Zampa
- 1947 : La gemma orientale dei papi
- 1948 : Romantici a Venezia
- 1948 : La leggenda di Sant'Orsola
- 1949 : Fabiola d'Alessandro Blasetti
- 1949 : Yvonne la Nuit de Giuseppe Amato
- 1950 : Demain il sera trop tard (Domani è troppo tardi) de Léonide Moguy
- 1950 : Sa Majesté monsieur Dupont (Prima comunione) d'Alessandro Blasetti
- 1950 : Les Mousquetaires de la mer (Cuori sul mare) de Giorgio Bianchi
- 1951 : Senza bandiera
- 1951 : Quattro rose rosse
- 1951 : Il caimano del Piave de Giorgio Bianchi
- 1952 : Magie verte (Magia verde) de Gian Gaspare Napolitano
- 1952 : Légion étrangère (Legione straniera)
- 1952 : Leonardo da Vinci
- 1954 : Continent perdu (Continente perduto) de Leonardo Bonzi, Enrico Gras et Giorgio Moser
- 1954 : Destinées de Christian-Jaque, Jean Delannoy et Marcello Pagliero
- 1954 : La Pensionnaire (La spiaggia) d'Alberto Lattuada
- 1955 : L'Empire du soleil (L'impero del sole)
- 1959 : Soledad

### Réalisateur
- 1932 : Giornate di fuoco a Shanghai
- 1959 : Soledad
- 1961 : I sogni muoiono all'alba

### Scénariste
- 1954 : Continent perdu (Continente perduto), de Leonardo Bonzi, Enrico Gras et Giorgio Moser
- 1955 : L'Empire du soleil (L'impero del sole)
- 1959 : Soledad

## Récompenses
- Ruban d'argent de la meilleure photographie lors des Rubans d'argent 1946 pour Un jour dans la vie